# Olympische Sommerspiele 2004/Rudern – Achter (Frauen)
Der Ruderwettbewerb im Achter der Frauen bei den Olympischen Spielen 2004 in Athen wurde vom 15. bis zum 22. August 2004 im Schinias Olympic Rowing and Canoeing Centre ausgetragen. 63 Athletinnen in 7 Booten traten an.
Die Ruderregatta, die über 2000 Meter ausgetragen wurde, begann mit zwei Vorläufen mit jeweils vier oder drei Mannschaften. Die Sieger jedes Vorlaufes zogen ins A-Finale ein, die restlichen Boote starteten im Hoffnungslauf.
Im Hoffnungslauf qualifizierten sich die ersten vier Boote für das A-Finale, das letztplatzierte Boot schied aus dem Wettbewerb aus. Im A-Finale am 22. August kämpften die besten sechs Boote um olympische Medaillen.
Die jeweils qualifizierten Boote sind hellgrün unterlegt.
Gleich im ersten Vorlauf trafen die amtierenden Olympiasiegerinnen und aktuellen Vizeweltmeisterinnen aus Rumänien auf die Weltmeisterinnen aus Deutschland. Vom Start weg setzten sich aber die Vereinigten Staaten als Weltmeisterinnen von 2002 an die Spitze des Feldes. Die Rumäninnen konnten im Verlauf des Rennens zwar immer weiter ran fahren, aber die Frauen aus den Vereinigten Staaten konnten sich behaupten und mit 22/100 Sekunden in diesem schweren Vorlauf den direkten Finaleinzug sichern. Mit der Zeit von 5:56,55 Minuten fuhren sie dabei nicht nur olympischen Rekord, sondern setzten auch eine neue Weltbestzeit über die 2000 Meter. Da im Hoffnungslauf nur ein Boot aus dem Wettbewerb ausschied, wurde hier nicht bis zum Ende gekämpft, da das Boot aus Kanada schon vor den letzten 500 Metern über drei Sekunden Rückstand auf den vierten Platz hatte. Mit dem Zieleinlauf der ersten drei Boote in der Reihenfolge Rumänien, Deutschland und Australien bestätigte sich das Ergebnis aus dem ersten Vorlauf.
Im Finale zeichnete sich auf den 1000 Metern wieder ein ähnliches Bild wie schon im Vorlauf ab. Allerdings waren die Rumänen dieses Mal deutlich näher dran an den US-Frauen und konnten auf der zweiten Streckenhälfte die Führung übernehmen und zum dritten Mal in Folge Olympiasiegerinnen im Frauenachter werden. Deutschland und Australien, die auf den ersten 1000 Metern um den dritten Platz gekämpft hatten, konnten dieses Tempo auf der zweiten Streckenhälfte nicht halten und mussten die Niederländerinnen und die Chinesinnen vorbei lassen. So gewannen die Niederländerinnen, die den zweiten Vorlauf gewonnen hatten, die Bronzemedaille. Für den Achter der deutschen Frauen, die bei den vergangenen drei Weltmeisterschaften immer eine Medaille geholt hatten und 2003 souverän Weltmeisterinnen geworden waren, reichte es am Ende nur zum fünften Platz.

## Titelträger
| Olympiasieger | Rumänien Besatzung: Georgeta Damian, Viorica Susanu, Ioana Olteanu, Veronica Cochela, Elisabeta Lipă, Maria Dumitrache, Liliana Gafencu, Doina Ignat, Elena Georgescu (Stf.) | Sydney 2000  |
| Weltmeister   | Deutschland Besatzung: Elke Hipler, Anja Pyritz, Maja Tucholke, Britta Holthaus, Susanne Schmidt, Nicole Zimmermann, Silke Günther, Lenka Wech, Annina Ruppel (Stf.)         | Mailand 2003 |

## Vorläufe
Sonntag, 15. August 2004
- Qualifikationsnormen: Plätze 1 -> Finale A, ab Platz 2 ->  Hoffnungslauf

### Vorlauf 1
| Platz | Bahn | Nation             | Athletinnen                                                                           | Zeit (min) | Qualifikation |
| ----- | ---- | ------------------ | ------------------------------------------------------------------------------------- | ---------- | ------------- |
| 1     | 2    | Vereinigte Staaten | Johnson, Magee, Dirkmaat, Cox, Mickelson, Korholz, Davies, Nelson, Whipple (Stf.)     | 5:56,55 WB | Finale A      |
| 2     | 1    | Rumänien           | Florea, Susanu, Bărăscu, Papuc, Gafencu, Lipă, Damian, Ignat, Georgescu (Stf.)        | 5:56,77    | Hoffnungslauf |
| 3     | 3    | Deutschland        | Hipler, Holthaus, Tucholke, Pyritz, Schmidt, Zimmermann, Günther, Wech, Ruppel (Stf.) | 5:59,75    | Hoffnungslauf |
| 4     | 4    | Australien         | Outhwaite, Winter, Oliver, Heinke, Wilson, Robbins, Roberts, Doyle, Foulkes (Stf.)    | 6:02,77    | Hoffnungslauf |

### Vorlauf 2
| Platz | Bahn | Nation      | Athletinnen                                                                             | Zeit (min) | Qualifikation |
| ----- | ---- | ----------- | --------------------------------------------------------------------------------------- | ---------- | ------------- |
| 1     | 3    | Niederlande | Wegman, Smulders, Hommes, Dekkers, van Rumpt, de Haan, Siegelaar, Tanger, Workel (Stf.) | 6:04,10    | Finale A      |
| 2     | 2    | China       | Fei, Xiuhua, Ran, Xiaoxia, You, Cuiping, Yanhua, Ziwei, Na (Stf.)                       | 6:06,20    | Hoffnungslauf |
| 3     | 1    | Kanada      | de Zwager, van Roessel, Cook, Morin, McLeod, Clark, Stefancic, Kolker, Pape (Stm.)      | 6:12,40    | Hoffnungslauf |

## Hoffnungslauf
Mittwoch, 18. August 2004
- Qualifikationsnormen: Plätze 1-4 -> Finale A, Platz 5 -> ausgeschieden

| Platz | Bahn | Nation      | Athletinnen                                                                           | Zeit (min) | Qualifikation |
| ----- | ---- | ----------- | ------------------------------------------------------------------------------------- | ---------- | ------------- |
| 1     | 3    | Rumänien    | Florea, Susanu, Bărăscu, Papuc, Gafencu, Lipă, Damian, Ignat, Georgescu (Stf.)        | 6:03,99    | Finale A      |
| 2     | 2    | Deutschland | Hipler, Holthaus, Tucholke, Pyritz, Schmidt, Zimmermann, Günther, Wech, Ruppel (Stf.) | 6:06,86    | Finale A      |
| 3     | 1    | Australien  | Outhwaite, Winter, Oliver, Heinke, Wilson, Robbins, Roberts, Doyle, Foulkes (Stf.)    | 6:09,64    | Finale A      |
| 4     | 4    | China       | Fei, Xiuhua, Ran, Xiaoxia, You, Cuiping, Yanhua, Ziwei, Na (Stf.)                     | 6:09,87    | Finale A      |
| 5     | 5    | Kanada      | de Zwager, van Roessel, Cook, Morin, McLeod, Clark, Stefancic, Kolker, Pape (Stm.)    | 6:15,18    | ausgeschieden |

## Finale

### A-Finale
Sonntag, 22. August 2004, 10:10 Uhr MESZ

Anmerkung: zur Ermittlung der Plätze 1 bis 6
| Platz | Bahn | Nation             | Athletinnen                                                                             | Zeit (min) |
| ----- | ---- | ------------------ | --------------------------------------------------------------------------------------- | ---------- |
| 1     | 5    | Rumänien           | Florea, Susanu, Bărăscu, Papuc, Gafencu, Lipă, Damian, Ignat, Georgescu (Stf.)          | 6:17,70    |
| 2     | 3    | Vereinigte Staaten | Johnson, Magee, Dirkmaat, Cox, Mickelson, Korholz, Davies, Nelson, Whipple (Stf.)       | 6:19,56    |
| 3     | 4    | Niederlande        | Wegman, Smulders, Hommes, Dekkers, van Rumpt, de Haan, Siegelaar, Tanger, Workel (Stf.) | 6:19,85    |
| 4     | 1    | China              | Fei, Xiuhua, Ran, Xiaoxia, You, Cuiping, Yanhua, Ziwei, Na (Stf.)                       | 6:21,71    |
| 5     | 2    | Deutschland        | Hipler, Holthaus, Tucholke, Pyritz, Schmidt, Zimmermann, Günther, Wech, Ruppel (Stf.)   | 6:21,99    |
| 6     | 6    | Australien         | Outhwaite, Winter, Oliver, Heinke, Wilson, Robbins, Roberts, Doyle, Foulkes (Stf.)      | 6:31,65    |

### Weiteres Klassement ohne Finals
| Platz | Nation | Athletinnen                                                                        | Zeit (min) |
| ----- | ------ | ---------------------------------------------------------------------------------- | ---------- |
| 7     | Kanada | de Zwager, van Roessel, Cook, Morin, McLeod, Clark, Stefancic, Kolker, Pape (Stm.) | –          |